# Makoto Fukoin
Makoto Fukoin (født 20. maj 1993) er en japansk fodboldspiller, som spiller for den japanske fodboldklub Azul Claro Numazu.